# Goin' In
"Goin' In" là một ca khúc của nữ ca sĩ thu âm người Mỹ Jennifer Lopez. Ca khúc có mặt trong album nhạc phim Step Up Revolution (2012) và album tổng hợp hit của cô, Dance Again... the Hits (2012). Ca khúc có sự góp giọng của hai nam ca sĩ nhạc rap người Mỹ, Flo Rida và Lil Jon, mặc dù Lil Jon không được chính thức cho vào phần hợp tác. "Goin' In" được đồng dáng tác bởi Joseph Angel, Tramar Dillard, David Quiñones, Coleridge Tillman, Warren Michael và Jamahl "GoonRock" Listenbee, người đồng thời cũng là nhà sản xuất của ca khúc.
Lopez ra mắt "Goin' In" tại vòng chung kết của American Idol mùa thứ 11 vào 23 tháng 5 năm 2012.

## Thực hiện và phát hành
Vào 27 tháng 4 năm 2012, Digital Spy thông báo rằng, Lopez sẽ thu âm hai ca khúc với nhà sản xuất GoonRock (được biết đến nhiều nhất qua việc hợp tác với bộ đôi LMFAO qua các bản hit "Party Rock Anthem" và "Sexy and I Know It") và được viết bởi Ryan Tedder: "Clothes Off" and "Goin' In". Vào 10 tháng 5, GoonRock viết một tin nhắn lên Twitter rằng: "Crazy day finishing 2012 's Song of the Summer for @jlo and @Official_flo #goinin." (Tạm dịch: "Một ngày điên cuồng, đã hoàn thành Ca khúc Mùa hè 2012 cho @jlo và @Official_flo #goinin."). Ca khúc được phát hành trên đài phát thanh vào 24 tháng 5 năm 2012 trên On Air with Ryan Seacrest. "Goin' In" được phát hành kĩ thuật số vào 12 tháng 6 năm 2012.

## Video âm nhạc
Video âm nhạc cho ca khúc được quay vào tháng 6 năm 2012 và được đạo diễn bởi Ace Norton. Flo Rida đã nói về video này: "Tôi đứng hát ca khúc bên cạnh chiếc Lamborghini này. Và nó cũng thực sự khó khăn khi có một cảnh tôi chạy trên chiếc máy chạy bộ và hát phần rap của tôi. Khi xem lại cả video, tôi thấy nó thật tuyệt vời.

## Danh sách ca khúc
- EP Remix kĩ thuật số[6]

1. "Goin' In" (Michael Woods Remix) – 6:22
2. "Goin' In" (Michael Woods Remix Edit) – 4:14
3. "Goin' In" (Michael Woods Dub) – 6:22
4. "Goin' In" (Michael Woods Instrumental) – 6:22
5. "Goin' In" (Gustavo Scorpio Club Mix) – 7:44
6. "Goin' In" (Gustavo Scorpio Edit) – 4:35
7. "Goin' In" (Gustavo Scorpio Dub) – 7:44
8. "Goin' In" (Jacob Plant Remix) – 4:40

## Xếp hạng
| Bảng xếp hạng (2012)                | Vị trí cao nhất |
| ----------------------------------- | --------------- |
| Áo (Ö3 Austria Top 40)              | 58              |
| Canada (Canadian Hot 100)           | 54              |
| Hoa Kỳ Dance Club Songs (Billboard) | 3               |
| Hoa Kỳ Hot Latin Songs (Billboard)  | 44              |
| Hoa Kỳ Latin Pop Songs (Billboard)  | 35              |

## Lịch sử phát hành
| Quốc gia    | Ngày                | Định dạng                              | Hãng đĩa                       |
| ----------- | ------------------- | -------------------------------------- | ------------------------------ |
| Úc          | 8 tháng 6 năm 2012  | Tải kĩ thuật số                        | The Island Def Jam Music Group |
| Pháp        | 8 tháng 6 năm 2012  | Tải kĩ thuật số                        | The Island Def Jam Music Group |
| Thụy Điển   | 8 tháng 6 năm 2012  | Tải kĩ thuật số                        | The Island Def Jam Music Group |
| Bồ Đào Nha  | 8 tháng 6 năm 2012  | Tải kĩ thuật số                        | The Island Def Jam Music Group |
| New Zealand | 8 tháng 6 năm 2012  | Tải kĩ thuật số                        | The Island Def Jam Music Group |
| Luxembourg  | 8 tháng 6 năm 2012  | Tải kĩ thuật số                        | The Island Def Jam Music Group |
| Phần Lan    | 8 tháng 6 năm 2012  | Tải kĩ thuật số                        | The Island Def Jam Music Group |
| Áo          | 8 tháng 6 năm 2012  | Tải kĩ thuật số                        | The Island Def Jam Music Group |
| Thụy Sĩ     | 8 tháng 6 năm 2012  | Tải kĩ thuật số                        | The Island Def Jam Music Group |
| Brazil      | 8 tháng 6 năm 2012  | Tải kĩ thuật số                        | The Island Def Jam Music Group |
| Hi Lạp      | 8 tháng 6 năm 2012  | Tải kĩ thuật số                        | The Island Def Jam Music Group |
| Bulgaria    | 8 tháng 6 năm 2012  | Tải kĩ thuật số                        | The Island Def Jam Music Group |
| Bỉ          | 8 tháng 6 năm 2012  | Tải kĩ thuật số                        | The Island Def Jam Music Group |
| Chile       | 8 tháng 6 năm 2012  | Tải kĩ thuật số                        | The Island Def Jam Music Group |
| Argentina   | 8 tháng 6 năm 2012  | Tải kĩ thuật số                        | The Island Def Jam Music Group |
| Đan Mạch    | 8 tháng 6 năm 2012  | Tải kĩ thuật số                        | The Island Def Jam Music Group |
| Nhật        | 8 tháng 6 năm 2012  | Tải kĩ thuật số                        | The Island Def Jam Music Group |
| Na Uy       | 8 tháng 6 năm 2012  | Tải kĩ thuật số                        | The Island Def Jam Music Group |
| Hà Lan      | 8 tháng 6 năm 2012  | Tải kĩ thuật số                        | The Island Def Jam Music Group |
| Ý           | 8 tháng 6 năm 2012  | Tải kĩ thuật số                        | The Island Def Jam Music Group |
| Tây Ban Nha | 8 tháng 6 năm 2012  | Tải kĩ thuật số                        | The Island Def Jam Music Group |
| Canada      | 12 tháng 6 năm 2012 | Tải kĩ thuật số                        | The Island Def Jam Music Group |
| Mexico      | 12 tháng 6 năm 2012 | Tải kĩ thuật số                        | The Island Def Jam Music Group |
| Mỹ          | 12 tháng 6 năm 2012 | Tải kĩ thuật số                        | Island Records                 |
| Mỹ          | 18 tháng 6 năm 2012 | Đài phát thanh Mainstream and rhythmic | Island Records                 |
| Anh         | 8 tháng 7 năm 2012  | Tải kĩ thuật số                        | Mercury Records                |
| Mỹ          | 10 tháng 7 năm 2012 | EP remix kĩ thuật số                   | Island Records                 |
| Bồ Đào Nha  | 13 tháng 7 năm 2012 | EP remix kĩ thuật số                   | The Island Def Jam Group       |
| Na Uy       | 13 tháng 7 năm 2012 | EP remix kĩ thuật số                   | The Island Def Jam Group       |
| New Zealand | 13 tháng 7 năm 2012 | EP remix kĩ thuật số                   | The Island Def Jam Group       |
| Hà Lan      | 13 tháng 7 năm 2012 | EP remix kĩ thuật số                   | The Island Def Jam Group       |
| Luxembourg  | 13 tháng 7 năm 2012 | EP remix kĩ thuật số                   | The Island Def Jam Group       |
| Nhật        | 13 tháng 7 năm 2012 | EP remix kĩ thuật số                   | The Island Def Jam Group       |
| Ý           | 13 tháng 7 năm 2012 | EP remix kĩ thuật số                   | The Island Def Jam Group       |
| Ireland     | 13 tháng 7 năm 2012 | EP remix kĩ thuật số                   | The Island Def Jam Group       |
| Hy Lạp      | 13 tháng 7 năm 2012 | EP remix kĩ thuật số                   | The Island Def Jam Group       |
| Phần Lan    | 13 tháng 7 năm 2012 | EP remix kĩ thuật số                   | The Island Def Jam Group       |
| Đan Mạch    | 13 tháng 7 năm 2012 | EP remix kĩ thuật số                   | The Island Def Jam Group       |
| Bỉ          | 13 tháng 7 năm 2012 | EP remix kĩ thuật số                   | The Island Def Jam Group       |
| Úc          | 13 tháng 7 năm 2012 | EP remix kĩ thuật số                   | The Island Def Jam Group       |
| Anh         | 22 tháng 7 năm 2012 | EP remix kĩ thuật số                   | Mercury Records                |
| Đức         | 27 tháng 7 năm 2012 | Tải kĩ thuật số                        | The Island Def Jam Music Group |